# Сентервилл (Техас)
Сентервилл (англ. Centerville) — город в штате Техас (США), административный центр округа Лион. По данным переписи за 2010 год число жителей составляло 892 человека, по оценке Бюро переписи США в 2018 году в городе проживало 1092 человека.

## История
Город стал столицей округа Лион в 1850 году и изначально имел площадь всего 200 акров (0,81 км²). Само название города (англ. Center Ville) можно перевести как «Центральный город», так как он расположен почти в географическом центре округа. Кроме того, так совпало, что Сентервилл находится почти посередине пути между двумя крупнейшими городами штата — Далласом и Хьюстоном (от Далласа до Хьюстона — 363 км, от Сентервилла до Хьюстона — 176 км).
С 1937 года в Сентервилле ежегодно проводится фестиваль черноглазых бобов

## География
Сентервилл расположен в центре округа Лион на перекрёстке шоссе I-45 и автомагистралей 7 и 75 штата Техас; его координаты: 31°15′29″ с. ш. 95°58′42″ з. д.. Высота над уровнем моря составляет 351 фут (107 м). Общая площадь города составляет 1,7 квадратных миль (4,4 км²) полностью занятых сушей. На удалении 3,9 мили (6,3 км) к северо-северо-западу от Сентервилла, также на шоссе I-45, расположен крупнейший город округа — Баффало. Климат классифицируется как субтропический муссонный, что соответствует жаркому влажному лету и мягкой прохладной зиме, хотя нередки и морозы.
В городе несмотря на небольшую площадь расположены сразу несколько церквей, которые, за некоторым исключением, представляют основные конфессии христианства.

## Демография
Население на 2010 год составляло 892 человека, в том числе 375 домохозяйств и 217 семей. По расовому признаку 77,7 % населения были европейской расы, 15,1 % — афроамериканцы, 0,2 % — индейцы, 0,3 % — азиаты, 2,6 % — другой расы, а 4 % — метисы. На долю латиноамериканцев приходилось 6,2 % населения. Средний возраст жителей составлял 45,2 года, а соотношение было следующее: 23,5 % жителей — моложе 20 лет; 21,7 % — от 20 до 40 лет; 32,9 % — от 40 до 65 лет; а 21,8 % — от 65 лет и старше. По гендерному признаку соотношение численности мужчин и женщин в среднем составляло 91 к 100.
Согласно данным пятилетнего опроса 2018 года, средний доход домохозяйства в Сентервилле составляет 34 167 долларов США в год, средний доход семьи — 58 125 долларов. Доход на душу населения в городе составляет 20 602 доллара. Около 15,7 % семей и 23,7 % населения находятся за чертой бедности. В том числе 34,3 % в возрасте до 18 лет и 6,2 % старше 65 лет.

## Известные уроженцы
- Лайтнин Хопкинс (1912—1982) — блюзовый гитарист
- Адди Пид Свиринджен[англ.] (1904—2008) — американская меценатка